# UEFA 챔피언스리그
UEFA 챔피언스리그(UEFA Champions League)는 유럽 최상위 축구 리그의 가장 우수한 축구 클럽들을 대상으로 유럽 축구 연맹이 주관하는 클럽 축구 대회이다. 1955년에 시작됐으며 유러피언컵(European Cup)으로 불리다가 1992년 UEFA 챔피언스리그로 개칭되었다.
예선전을 통과한 6개 팀들과 조별리그에 자동 진출한 26개 팀을 합친 총 32개 팀들이 8개 조로 나뉘어 각 조별로 4개 팀씩 홈 앤드 어웨이 방식으로 조별리그를 치른다. 매년 12월에 모든 조별 리그전이 종료되면, 각 조의 1, 2위 팀은 그 다음 해 2월부터 5월까지 계속되는 16강 결선 토너먼트에 진출한다. 또 각 조의 3위 팀은 UEFA 유로파리그의 32강 토너먼트에 진출한다. 가장 최근 우승 팀은 2024년 런던 웸블리 스타디움에서 열린 결승전에서 도르트문트를 꺾고 우승한 레알 마드리드이다.
이 대회는, 유럽 프로 축구 세계에서 최고의 권위를 가진 대회이다. 대회 결승전은 보통 유럽 프로 축구의 모든 시즌 일정 가운데 가장 마지막 경기로 치러진다. 또한 유럽 대륙의 축구 선수들이 이적을 고려할 시에 챔피언스리그 32강 본선 경기 출전이 가능한 팀인가를 우선 순위로 고려할 정도이다.
줄여서 '챔스', 'UCL'이라고 부르기도 한다. UEFA 챔피언스리그의 대표곡은 리그 데 샹피옹(Ligue des Champions)이다. 우승 팀은 트로피 빅이어를 다음 시즌 토너먼트 추첨까지 소유할 수 있다.

## 역사
유럽의 각국 리그의 우승 팀간의 경기로, 유럽 챔피언 클럽 대회에서 유러피언컵 대회로 간소화된 이 대회는 일반적으로 생각하는 것과는 달리 유럽 축구 연맹에 의해 시작된 것이 아니라 프랑스 스포츠지 레키프의 편집자인 가브리엘 아노에 의해 시작된 대회이다.
이 대회는 양 팀간 녹아웃 형식으로 1955-56 시즌부터 시작되었다. 각 팀들은 홈에서 한 경기를, 원정에서 한 경기를 치러 더 많은 승점(혹은 득점)을 얻은 팀이 다음 라운드에 진출할 자격을 획득하는 방식이었다. 참가 자격이 있는 팀은 각 국내 리그의 우승 팀과, 유러피언컵을 보유한 팀뿐이었다. 이러한 예선 방식은 1992년까지 계속되었다.
1992/93 시즌부터 이 대회는 UEFA 챔피언스리그로 개명되었고 1997/98 시즌부터 각국 리그 챔피언과 전년도 우승 팀만 참여하던 것에서 UEFA 점수에 따라서 성적이 좋은 리그 2위 팀들도 대회 참여 자격을 부여받게 되었고 1999/2000 시즌부터는 현재처럼 상위 3개의 리그는 리그 4위 팀들까지 대회참여 자격을 부여받게 되었다.
1991-92 시즌부터 토너먼트에 앞서 조별리그제를 도입하였다. 현재의 시스템은 2009년부터 적용되고 있다. 1960년부터 2004년까지의 본선 우승 팀은 현재는 없어진 인터콘티넨탈컵의 출전권을 획득했다. 그 이후로는 FIFA가 대회를 인계받아, 우승 팀은 FIFA 클럽 월드컵의 출전권을 획득한다.

## 참가 자격

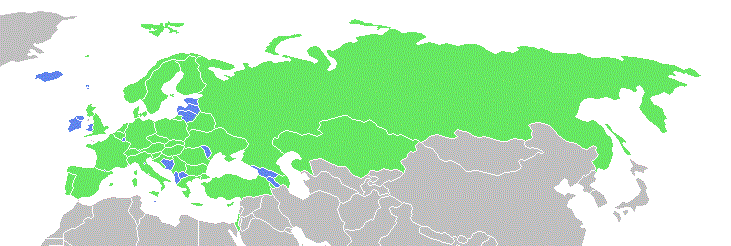
UEFA 회원국들의 지도로 역대 챔피언스리그에서 조별 리그에 진출한 팀이 있는 국가들을 나타낸다.
역대 챔피언스리그에서 조별 리그에 진출한 팀이 있는 UEFA 회원국들
역대 챔피언스리그에서 조별 리그에 진출한 팀이 없는 UEFA 회원국들
UEFA 비회원국

### 분배 (2018-19 ~ 2023-24)
UEFA 유로파리그 저번 시즌 우승팀이 챔피언스리그 본선에 진출한다.
|                    |                      | 이번 라운드에 진출한 팀 | 이전 라운드에서 진출한 팀                                                     |
| ------------------ | -------------------- | --- | ----------------------------------------------------------------------------- |
| 예비 예선 (4개 팀) | 예비 예선 (4개 팀)   | - 축구협회순위 52~55위 4개 리그 중 각 1위 팀 |                                                                               |
| 1차 예선 (34개 팀) | 1차 예선 (34개 팀)   | - 축구협회순위 18~51위 33개 리그 중 각 1위 팀 (리히텐슈타인 제외) | - 예비 예선 4개팀 중 1개 승자팀                                               |
| 2차 예선           | 챔피언 팀 (20개 팀)  | - 축구협회순위 15~17위 3개 리그 중 각 우승팀 | - 1차예선 34개팀 중 17개 승자팀                                               |
| 2차 예선           | 비챔피언 팀 (6개 팀) | - 축구협회순위 10~15위 6개 리그 중 각 2위 팀 |                                                                               |
| 3차 예선           | 챔피언 팀 (12개 팀)  | - 축구협회순위 13~14위 2개 리그 중 각 우승팀 | - 2차예선 20개팀 중 10개 승자팀                                               |
| 3차 예선           | 비챔피언 팀 (8개 팀) | - 축구협회순위 7~9위 3개 리그 중 각 2위 팀 - 축구협회순위 5~6위 2개 리그 중 각 3위 팀 | - 2차예선 비 우승팀 6개 팀 중 3개 승자팀                                      |
| 플레이오프         | 챔피언 팀 (8개 팀)   | - 축구협회순위 11~12위 2개 리그 중 각 우승팀 | - 3차예선 우승팀 12개 팀 중 6개 승자팀                                        |
| 플레이오프         | 비챔피언 팀 (4개 팀) | | - 3차예선 비 우승팀 8개 팀 중 4개 승자팀                                      |
| 조별리그 (32개 팀) | 조별리그 (32개 팀)   | - 축구협회순위 1~10위 10개 리그 중 각 1위 팀 - 축구협회순위 1~6위 6개 리그 중 각 2위 팀 - 축구협회순위 1~4위 4개 리그 중 각 3위 팀 - 축구협회순위 1~4위 4개 리그 중 각 4위 팀 - 챔피언스리그 디펜딩 챔피언 (단, 자국 리그 내에서 챔스 본선 진출권을 획득하게 되면 디펜딩 챔피언으로서의 본선 진출권은 유럽 11위 국가 1부리그 우승팀에게 승계된다.) - 유로파리그 우승팀 (단, 자국 리그 내에서 챔스 본선 진출권을 획득하게 되면 유로파리그 우승팀으로서의 본선 진출권은 유럽 5위 국가 1부리그 3위팀에게 승계된다.) | - 우승팀 플레이오프에서 승리한 4개 팀 - 비우승팀 플레이오프에서 승리한 2개 팀 |

### 분배 (2024-25 ~ )
|                    |                      | 이번 라운드에 진출한 팀 | 이전 라운드에서 진출한 팀                                                     |
| ------------------ | -------------------- | --- | ----------------------------------------------------------------------------- |
| 1차 예선 (32개 팀) | 1차 예선 (32개 팀)   | - 축구협회순위 23~55위 32개 리그 중 각 1위 팀 (리히텐슈타인 제외) |                                                                               |
| 2차 예선           | 챔피언 팀 (24개 팀)  | - 축구협회순위 15~22위 8개 리그 중 각 우승팀 | - 1차예선 통과한 16개 승자팀                                                  |
| 2차 예선           | 비챔피언 팀 (6개 팀) | - 축구협회순위 10~15위 6개 리그 중 각 2위 팀 |                                                                               |
| 3차 예선           | 챔피언 팀 (12개 팀)  | | - 2차예선(우승팀 패스) 통과한 12개 승자팀                                     |
| 3차 예선           | 비챔피언 팀 (8개 팀) | - 축구협회순위 7~9위 3개 리그 중 각 2위 팀 - 축구협회순위 6위 리그 3위 1팀 - 축구협회순위 5위 리그 4위 1팀 | - 2차예선(리그 패스) 통과한 3개 승자팀                                        |
| 플레이오프         | 챔피언 팀 (10개 팀)  | - 축구협회순위 11~14위 4개 리그 중 각 우승팀 | - 3차예선(우승팀 패스) 통과한 6개 승자팀                                      |
| 플레이오프         | 비챔피언 팀 (4개 팀) | | - 3차예선(리그 패스) 통과한 4개 승자팀                                        |
| 조별리그 (36개 팀) | 조별리그 (36개 팀)   | - 챔피언스리그 디펜딩 챔피언 - 유로파리그 우승팀 - 축구협회순위 1~10위 10개 리그 중 각 1위 팀 - 축구협회순위 1~6위 6개 리그 중 각 2위 팀 - 축구협회순위 1~5위 5개 리그 중 각 3위 팀 - 축구협회순위 1~4위 4개 리그 중 각 4위 팀 - 축구협회순위 1년간 최고 국가 순위 기록한 축구협회 중 2팀 | - 우승팀 플레이오프에서 승리한 5개 팀 - 비우승팀 플레이오프에서 승리한 2개 팀 |

## 상금
2018-19 시즌 현재 UEFA챔피언스리그 참가 클럽에 지급되는 상금 금액은 다음과 같다.
- 예비예선 : €230,000 = 약 3.4억 원
- 1차 예선 : €280,000 = 약 3.7억 원
- 2차 예선 : €380,000 = 약 5.2억 원
- 3차 예선 : €480,000 = 약 6.3억 원
- 본선 32강 조 편성 기본 : €15,250,000 = 약 201억 원
- 32강 조 편성 경기 승리 : €2,700,000 = 약 35억 원
- 32강 조 편성 경기 무승부 : €900,000 = 약 12억 원
- 16강 : €9,500,000 = 약 125억 원
- 8강 : €10,500,000 = 약 138억 원
- 4강 준결승 : €12,000,000 = 약 158억 원
- 결승전 패배 준우승 2위 : €15,000,000 = 약 198억 원
- 결승전 우승 1위 : €19,000,000 = 약 251억 원

## 우승

### 시즌별 우승 구단

UEFA 챔피언스리그 우승 팀에게 수여되는 트로피

| 시즌      | 우승                  | 점수                  | 준우승                    | 결승전 경기장                            |
| --------- | --------------------- | --------------------- | ------------------------- | ---------------------------------------- |
| 1955-56   | 레알 마드리드         | 4-3                   | 스타드 드 랭스            | 파리, 파르크 데 프랭스                   |
| 1956-57   | 레알 마드리드         | 2-0                   | 피오렌티나                | 마드리드, 에스타디오 산티아고 베르나베우 |
| 1957-58   | 레알 마드리드         | 3-2 (연)              | 밀란                      | 브뤼셀, 헤이젤 경기장                    |
| 1958-59   | 레알 마드리드         | 2-0                   | 스타드 드 랭스            | 슈투트가르트, 네카어슈타디온             |
| 1959-60   | 레알 마드리드         | 7-3                   | 아인트라흐트 프랑크푸르트 | 글래스고, 햄던 파크                      |
| 1960-61   | 벤피카                | 3-2                   | 바르셀로나                | 베른, 방크도르프슈타디온                 |
| 1961-62   | 벤피카                | 5-3                   | 레알 마드리드             | 암스테르담, 올림픽 스타디움              |
| 1962-63   | 밀란                  | 2-1                   | 벤피카                    | 런던, 웸블리 스타디움                    |
| 1963-64   | 인테르나치오날레      | 3-1                   | 레알 마드리드             | 빈, 프라터슈타디온                       |
| 1964-65   | 인테르나치오날레      | 1-0                   | 벤피카                    | 밀라노, 스타디오 주세페 메아차           |
| 1965-66   | 레알 마드리드         | 2-1                   | 파르티잔                  | 브뤼셀, 헤이젤 경기장                    |
| 1966-67   | 셀틱                  | 2-1                   | 인테르나치오날레          | 리스본, 이스타디우 나시오날              |
| 1967-68   | 맨체스터 유나이티드   | 4-1 (연)              | 벤피카                    | 런던, 웸블리 스타디움                    |
| 1968-69   | 밀란                  | 4-1                   | 아약스                    | 마드리드, 에스타디오 산티아고 베르나베우 |
| 1969-70   | 페예노르트            | 2-1 (연)              | 셀틱                      | 밀라노, 스타디오 주세페 메아차           |
| 1970-71   | 아약스                | 2-0                   | 파나티나이코스            | 런던, 웸블리 스타디움                    |
| 1971-72   | 아약스                | 2-0                   | 인테르나치오날레          | 로테르담, 스타디온 페예노르트            |
| 1972-73   | 아약스                | 1-0                   | 유벤투스                  | 베오그라드, 스타디온 츠르베나 즈베즈다   |
| 1973-74   | 바이에른 뮌헨         | 1-1 (연) 4-0 (재경기) | 아틀레티코 마드리드       | 브뤼셀, 헤이젤 경기장                    |
| 1974-75   | 바이에른 뮌헨         | 2-0                   | 리즈 유나이티드           | 파리, 파르크 데 프랭스                   |
| 1975-76   | 바이에른 뮌헨         | 1-0                   | 생테티엔                  | 글래스고, 햄던 파크                      |
| 1976-77   | 리버풀                | 3-1                   | 보루시아 묀헨글라트바흐   | 로마, 스타디오 올림피코                  |
| 1977-78   | 리버풀                | 1-0                   | 클뤼프 브뤼허             | 런던, 웸블리 스타디움                    |
| 1978-79   | 노팅엄 포리스트       | 1-0                   | 말뫼                      | 뮌헨, 뮌헨 올림픽 스타디움               |
| 1979-80   | 노팅엄 포리스트       | 1-0                   | 함부르크                  | 마드리드, 에스타디오 산티아고 베르나베우 |
| 1980-81   | 리버풀                | 1-0                   | 레알 마드리드             | 파리, 파르크 데 프랭스                   |
| 1981-82   | 애스턴 빌라           | 1-0                   | 바이에른 뮌헨             | 로테르담, 스타디온 페예노르트            |
| 1982-83   | 함부르크              | 1-0                   | 유벤투스                  | 아테네, 아테네 올림픽 스타디움           |
| 1983-84   | 리버풀                | 1-1 (연) (4 승)       | 로마                      | 로마, 스타디오 올림피코                  |
| 1984-85   | 유벤투스              | 1-0                   | 리버풀                    | 브뤼셀, 헤이젤 경기장                    |
| 1985-86   | 스테아우아 부쿠레슈티 | 0-0 (연) (2 승)       | 바르셀로나                | 세비야, 에스타디오 라몬 산체스 피스후안  |
| 1986-87   | 포르투                | 2-1                   | 바이에른 뮌헨             | 빈, 프라터슈타디온                       |
| 1987-88   | PSV 에인트호번        | 0-0 (연) (6 승)       | 벤피카                    | 슈투트가르트, 네카어슈타디온             |
| 1988-89   | 밀란                  | 4-0                   | 스테아우아 부쿠레슈티     | 바르셀로나, 캄 노우                      |
| 1989-90   | 밀란                  | 1-0                   | 벤피카                    | 빈, 프라터슈타디온                       |
| 1990-91   | 츠르베나 즈베즈다     | 0-0 (연) (5 승)       | 올랭피크 드 마르세유      | 바리, 스타디오 산 니콜라                 |
| 1991-92   | 바르셀로나            | 1-0 (연)              | 삼프도리아                | 런던, 웸블리 스타디움                    |
| 1992-93   | 올랭피크 드 마르세유  | 1-0                   | 밀란                      | 뮌헨, 뮌헨 올림픽 스타디움               |
| 1993-94   | 밀란                  | 4-0                   | 바르셀로나                | 아테네, 아테네 올림픽 스타디움           |
| 1994-95   | 아약스                | 1-0                   | 밀란                      | 빈, 에른스트 하펠 슈타디온               |
| 1995-96   | 유벤투스              | 1-1 (연) (4 승)       | 아약스                    | 로마, 스타디오 올림피코                  |
| 1996-97   | 보루시아 도르트문트   | 3-1                   | 유벤투스                  | 뮌헨, 뮌헨 올림픽 스타디움               |
| 1997-98   | 레알 마드리드         | 1-0                   | 유벤투스                  | 암스테르담, 암스테르담 아레나            |
| 1998-99   | 맨체스터 유나이티드   | 2-1                   | 바이에른 뮌헨             | 바르셀로나, 캄 노우                      |
| 1999-2000 | 레알 마드리드         | 3-0                   | 발렌시아                  | 생드니, 스타드 드 프랑스                 |
| 2000-01   | 바이에른 뮌헨         | 1-1 (연) (5 승)       | 발렌시아                  | 밀라노, 스타디오 주세페 메아차           |
| 2001-02   | 레알 마드리드         | 2-1                   | 바이어 레버쿠젠           | 글래스고, 햄던 파크                      |
| 2002-03   | 밀란                  | 0-0 (연) (3 승)       | 유벤투스                  | 맨체스터 올드 트래퍼드                   |
| 2003-04   | 포르투                | 3-0                   | 모나코                    | 겔젠키르헨, 아레나 아우프샬케            |
| 2004-05   | 리버풀                | 3-3 (연) (3 승)       | 밀란                      | 이스탄불, 아타튀르크 올림픽 스타디움     |
| 2005-06   | 바르셀로나            | 2-1                   | 아스널                    | 생드니, 스타드 드 프랑스                 |
| 2006-07   | 밀란                  | 2-1                   | 리버풀                    | 아테네, 아테네 올림픽 스타디움           |
| 2007-08   | 맨체스터 유나이티드   | 1-1 (연) (6 승)       | 첼시                      | 모스크바, 루즈니키 스타디움              |
| 2008-09   | 바르셀로나            | 2-0                   | 맨체스터 유나이티드       | 로마, 스타디오 올림피코                  |
| 2009-10   | 인테르나치오날레      | 2-0                   | 바이에른 뮌헨             | 마드리드, 에스타디오 산티아고 베르나베우 |
| 2010-11   | 바르셀로나            | 3-1                   | 맨체스터 유나이티드       | 런던, 웸블리 스타디움                    |
| 2011-12   | 첼시                  | 1-1 (연) (4 승)       | 바이에른 뮌헨             | 뮌헨, 알리안츠 아레나                    |
| 2012-13   | 바이에른 뮌헨         | 2-1                   | 보루시아 도르트문트       | 런던, 웸블리 스타디움                    |
| 2013-14   | 레알 마드리드         | 4-1 (연)              | 아틀레티코 마드리드       | 리스본, 이스타디우 다 루스               |
| 2014-15   | 바르셀로나            | 3-1                   | 유벤투스                  | 베를린, 베를린 올림픽 스타디움           |
| 2015-16   | 레알 마드리드         | 1-1 (연) (5 승)       | 아틀레티코 마드리드       | 밀라노, 스타디오 주세페 메아차           |
| 2016-17   | 레알 마드리드         | 4-1                   | 유벤투스                  | 카디프, 밀레니엄 스타디움                |
| 2017-18   | 레알 마드리드         | 3-1                   | 리버풀                    | 키이우, 올림피스키 경기장                |
| 2018-19   | 리버풀                | 2-0                   | 토트넘 홋스퍼             | 마드리드, 에스타디오 메트로폴리타노      |
| 2019-20   | 바이에른 뮌헨         | 1-0                   | 파리 생제르맹             | 리스본, 이스타디우 다 루스               |
| 2020-21   | 첼시                  | 1-0                   | 맨체스터 시티             | 포르투, 이스타디우 두 드라강             |
| 2021-22   | 레알 마드리드         | 1-0                   | 리버풀                    | 생드니, 스타드 드 프랑스                 |
| 2022-23   | 맨체스터 시티         | 1-0                   | 인테르나치오날레          | 이스탄불, 아타튀르크 올림픽 스타디움     |
| 2023-24   | 레알 마드리드         | 2-0                   | 도르트문트                | 런던, 웸블리 스타디움                    |
| 2024-25   | 파리 생제르맹         | 5-0                   | 인테르나치오날레          | 뮌헨, 알리안츠 아레나                    |
| 2025-26   |                       |                       |                           | 부다페스트, 푸슈카시 아레나              |

### 구단별 우승 횟수
| 구단                      | 우승 | 준우승 | 우승 연도                                                                                | 준우승 연도                              |
| ------------------------- | ---- | ------ | ---------------------------------------------------------------------------------------- | ---------------------------------------- |
| 레알 마드리드             | 15   | 3      | 1956, 1957, 1958, 1959, 1960, 1966, 1998, 2000, 2002, 2014, 2016, 2017, 2018, 2022, 2024 | 1962, 1964, 1981                         |
| 밀란                      | 7    | 4      | 1963, 1969, 1989, 1990, 1994, 2003, 2007                                                 | 1958, 1993, 1995, 2005                   |
| 바이에른 뮌헨             | 6    | 5      | 1974, 1975, 1976, 2001, 2013, 2020                                                       | 1982, 1987, 1999, 2010, 2012             |
| 리버풀                    | 6    | 4      | 1977, 1978, 1981, 1984, 2005, 2019                                                       | 1985, 2007, 2018, 2022                   |
| 바르셀로나                | 5    | 3      | 1992, 2006, 2009, 2011, 2015                                                             | 1961, 1986, 1994                         |
| 아약스                    | 4    | 2      | 1971, 1972, 1973, 1995                                                                   | 1969, 1996                               |
| 인테르나치오날레          | 3    | 4      | 1964, 1965, 2010                                                                         | 1967, 1972, 2023, 2025                   |
| 맨체스터 유나이티드       | 3    | 2      | 1968, 1999, 2008                                                                         | 2009, 2011                               |
| 유벤투스                  | 2    | 7      | 1985, 1996                                                                               | 1973, 1983, 1997, 1998, 2003, 2015, 2017 |
| 벤피카                    | 2    | 5      | 1961, 1962                                                                               | 1963, 1965, 1968, 1988, 1990             |
| 첼시                      | 2    | 1      | 2012, 2021                                                                               | 2008                                     |
| 노팅엄 포리스트           | 2    | 0      | 1979, 1980                                                                               | —                                        |
| 포르투                    | 2    | 0      | 1987, 2004                                                                               | —                                        |
| 셀틱                      | 1    | 1      | 1967                                                                                     | 1970                                     |
| 함부르크                  | 1    | 1      | 1983                                                                                     | 1980                                     |
| FCSB                      | 1    | 1      | 1986                                                                                     | 1989                                     |
| 올랭피크 드 마르세유      | 1    | 1      | 1993                                                                                     | 1991                                     |
| 보루시아 도르트문트       | 1    | 2      | 1997                                                                                     | 2013, 2024                               |
| 맨체스터 시티             | 1    | 1      | 2023                                                                                     | 2021                                     |
| 파리 생제르맹             | 1    | 1      | 2025                                                                                     | 2020                                     |
| 페예노르트                | 1    | 0      | 1970                                                                                     | —                                        |
| 애스턴 빌라               | 1    | 0      | 1982                                                                                     | —                                        |
| PSV 에인트호번            | 1    | 0      | 1988                                                                                     | —                                        |
| 츠르베나 즈베즈다         | 1    | 0      | 1991                                                                                     | —                                        |
| 아틀레티코 마드리드       | 0    | 3      | —                                                                                        | 1974, 2014, 2016                         |
| 스타드 드 랭스            | 0    | 2      | —                                                                                        | 1956, 1959                               |
| 발렌시아                  | 0    | 2      | —                                                                                        | 2000, 2001                               |
| 피오렌티나                | 0    | 1      | —                                                                                        | 1957                                     |
| 아인트라흐트 프랑크푸르트 | 0    | 1      | —                                                                                        | 1960                                     |
| 파르티잔                  | 0    | 1      | —                                                                                        | 1966                                     |
| 파나티나이코스            | 0    | 1      | —                                                                                        | 1971                                     |
| 리즈 유나이티드           | 0    | 1      | —                                                                                        | 1975                                     |
| 생테티엔                  | 0    | 1      | —                                                                                        | 1976                                     |
| 보루시아 묀헨글라트바흐   | 0    | 1      | —                                                                                        | 1977                                     |
| 클뤼프 브뤼허             | 0    | 1      | —                                                                                        | 1978                                     |
| 말뫼                      | 0    | 1      | —                                                                                        | 1979                                     |
| 로마                      | 0    | 1      | —                                                                                        | 1984                                     |
| 삼프도리아                | 0    | 1      | —                                                                                        | 1992                                     |
| 바이어 레버쿠젠           | 0    | 1      | —                                                                                        | 2002                                     |
| 모나코                    | 0    | 1      | —                                                                                        | 2004                                     |
| 아스널                    | 0    | 1      | —                                                                                        | 2006                                     |
| 토트넘 홋스퍼             | 0    | 1      | —                                                                                        | 2019                                     |

### 국가별 우승 횟수
| 국가       | 우승 | 준우승 |
| ---------- | ---- | ------ |
| 스페인     | 20회 | 11회   |
| 잉글랜드   | 15회 | 11회   |
| 이탈리아   | 12회 | 17회   |
| 독일       | 8회  | 10회   |
| 네덜란드   | 6회  | 2회    |
| 포르투갈   | 4회  | 5회    |
| 프랑스     | 1회  | 6회    |
| 루마니아   | 1회  | 1회    |
| 세르비아   | 1회  | 1회    |
| 스코틀랜드 | 1회  | 1회    |
| 그리스     |      | 1회    |
| 벨기에     |      | 1회    |
| 스웨덴     |      | 1회    |

## 시상

### 역대 득점왕
| 연도      | 소속 클럽                                                                         | 선수                                                                                             | 득점 |
| --------- | --------------------------------------------------------------------------------- | ------------------------------------------------------------------------------------------------ | ---- |
| 1955-56   | 파르티잔 베오그라드                                                               | 밀로시 밀루티노비치                                                                              | 8    |
| 1956-57   | 맨체스터 유나이티드                                                               | 데니스 바이올렛                                                                                  | 9    |
| 1957-58   | 레알 마드리드                                                                     | 알프레도 디 스테파노                                                                             | 10   |
| 1958-59   | 스타드 렌                                                                         | 쥐스트 퐁텐                                                                                      | 10   |
| 1959-60   | 레알 마드리드                                                                     | 푸슈카시 페렌츠                                                                                  | 12   |
| 1960-61   | 벤피카                                                                            | 호세 아구아스                                                                                    | 11   |
| 1961-62   | 뉘른베르크                                                                        | 하인츠 슈트렐                                                                                    | 8    |
| 1962-63   | 밀란                                                                              | 조제 알타피니                                                                                    | 14   |
| 1963-64   | 파르티잔 베오그라드 인테르나치오날레 레알 마드리드                                | 블라디미르 코바체비치 산드로 마촐라 푸슈카시 페렌츠                                              | 7    |
| 1964-65   | 벤피카                                                                            | 에우제비우 조제 토레스                                                                           | 9    |
| 1965-66   | 벤피카 페렌츠바로시                                                               | 에우제비우 얼베르트 플로리안                                                                     | 7    |
| 1966-67   | 안데를레흐트 포르베르츠 베를린                                                    | 파울 판 힘스트 위르겐 피펜부르크                                                                 | 6    |
| 1967-68   | 벤피카                                                                            | 에우제비우                                                                                       | 6    |
| 1968-69   | 맨체스터 유나이티드                                                               | 데니스 로                                                                                        | 9    |
| 1969-70   | 리즈 유나이티드                                                                   | 마이클 존스                                                                                      | 8    |
| 1970-71   | 파나티나이코스                                                                    | 안토니스 안토니아디스                                                                            | 10   |
| 1971-72   | 우이페슈트 셀틱 스탕다르 리에주                                                   | 두너이 언털 루 마카리 실베스테르 타카치                                                          | 5    |
| 1972-73   | 바이에른 뮌헨                                                                     | 게르트 뮐러                                                                                      | 11   |
| 1973-74   | 바이에른 뮌헨                                                                     | 게르트 뮐러                                                                                      | 8    |
| 1974-75   | 바이에른 뮌헨 아라라트 예레반 오트비다베리 FF                                     | 게르트 뮐러 에두아르트 마카로프 라이네르 알름크비스트                                            | 5    |
| 1975-76   | 묀헨글라트바흐                                                                    | 유프 하인케스                                                                                    | 6    |
| 1976-77   | 취리히 바이에른 뮌헨                                                              | 프랑코 쿠치노타 게르트 뮐러                                                                      | 5    |
| 1977-78   | 묀헨글라트바흐                                                                    | 알란 시몬센                                                                                      | 5    |
| 1978-79   | 그라스호퍼                                                                        | 클라우디오 술세르                                                                                | 11   |
| 1979-80   | 아약스                                                                            | 쇠렌 레르뷔                                                                                      | 10   |
| 1980-81   | 바이에른 뮌헨 리버풀                                                              | 카를하인츠 루메니게 테리 맥더못 그레임 수네스                                                    | 6    |
| 1981-82   | 바이에른 뮌헨                                                                     | 디터 회네스                                                                                      | 7    |
| 1982-83   | 유벤투스                                                                          | 파올로 로시                                                                                      | 6    |
| 1983-84   | 디나모 민스크                                                                     | 빅토르 소콜                                                                                      | 6    |
| 1984-85   | 유벤투스 예테보리                                                                 | 미셸 플라티니 토르비에른 닐손                                                                    | 7    |
| 1985-86   | 예테보리                                                                          | 토르비에른 닐손                                                                                  | 7    |
| 1986-87   | 츠르베나 즈베즈다                                                                 | 보로 츠베트코비치                                                                                | 7    |
| 1987-88   | 벤피카 보르도 레인저스 레알 마드리드 스테아우아 부쿠레슈티 포르투 스파르타 프라하 | 루이 아구아스 장 마르크 페레리 앨리 멕코이스트 미겔 미첼 게오르게 하지 라바 마제르 페타르 노바크 | 4    |
| 1988-89   | 밀란                                                                              | 마르코 판 바스턴                                                                                 | 10   |
| 1989-90   | 마르세유 PSV 에인트호번                                                           | 장피에르 파팽 호마리우                                                                           | 6    |
| 1990-91   | 마르세유 티롤 인스브루크                                                          | 장피에르 파팽 페터 파쿨트                                                                        | 6    |
| 1991-92   | 마르세유 벤피카                                                                   | 장피에르 파팽 세르게이 유란                                                                      | 7    |
| 1992-93   | 마르세유                                                                          | 프랑크 조제                                                                                      | 5    |
| 1993-94   | 바르셀로나                                                                        | 흐리스토 스토이치코프                                                                            | 5    |
| 1994-95   | 파리 생제르맹                                                                     | 조지 웨아                                                                                        | 7    |
| 1995-96   | 아약스                                                                            | 야리 리트마넨                                                                                    | 9    |
| 1996-97   | 아틀레티코 마드리드                                                               | 밀린코 판티치                                                                                    | 5    |
| 1997-98   | 유벤투스                                                                          | 알레산드로 델 피에로                                                                             | 10   |
| 1998-99   | 디나모 키이우 맨체스터 유나이티드                                                 | 안드리 셰우첸코 드와이트 요크                                                                    | 8    |
| 1999-2000 | 바르셀로나 포르투 레알 마드리드                                                   | 히바우두 마리우 자르데우 라울                                                                    | 10   |
| 2000-01   | 레알 마드리드                                                                     | 라울                                                                                             | 7    |
| 2001-02   | 맨체스터 유나이티드                                                               | 뤼트 판 니스텔로이                                                                               | 10   |
| 2002-03   | 맨체스터 유나이티드                                                               | 뤼트 판 니스텔로이                                                                               | 12   |
| 2003-04   | 모나코                                                                            | 페르난도 모리엔테스                                                                              | 9    |
| 2004-05   | 맨체스터 유나이티드                                                               | 뤼트 판 니스텔로이                                                                               | 8    |
| 2005-06   | 밀란                                                                              | 안드리 셰우첸코                                                                                  | 9    |
| 2006-07   | 밀란                                                                              | 카카                                                                                             | 10   |
| 2007-08   | 맨체스터 유나이티드                                                               | 크리스티아누 호날두                                                                              | 8    |
| 2008-09   | 바르셀로나                                                                        | 리오넬 메시                                                                                      | 9    |
| 2009-10   | 바르셀로나                                                                        | 리오넬 메시                                                                                      | 8    |
| 2010-11   | 바르셀로나                                                                        | 리오넬 메시                                                                                      | 12   |
| 2011-12   | 바르셀로나                                                                        | 리오넬 메시                                                                                      | 14   |
| 2012-13   | 레알 마드리드                                                                     | 크리스티아누 호날두                                                                              | 12   |
| 2013-14   | 레알 마드리드                                                                     | 크리스티아누 호날두                                                                              | 17   |
| 2014-15   | 레알 마드리드 바르셀로나                                                          | 크리스티아누 호날두 네이마르 리오넬 메시                                                         | 10   |
| 2015-16   | 레알 마드리드                                                                     | 크리스티아누 호날두                                                                              | 16   |
| 2016-17   | 레알 마드리드                                                                     | 크리스티아누 호날두                                                                              | 12   |
| 2017-18   | 레알 마드리드                                                                     | 크리스티아누 호날두                                                                              | 15   |
| 2018-19   | 바르셀로나                                                                        | 리오넬 메시                                                                                      | 12   |
| 2019-20   | 바이에른 뮌헨                                                                     | 로베르트 레반도프스키                                                                            | 15   |
| 2020-21   | 도르트문트                                                                        | 엘링 홀란                                                                                        | 10   |
| 2021-22   | 레알 마드리드                                                                     | 카림 벤제마                                                                                      | 15   |
| 2022-23   | 맨체스터 시티                                                                     | 엘링 홀란                                                                                        | 12   |
| 2023-24   | 바이에른 뮌헨 파리 생제르맹                                                       | 해리 케인 킬리안 음바페                                                                          | 8    |

## 기록과 통계

#### 총 득점 기록
예선전을 제외한 기록
| 순위 | 선수                  | 국적              | 득점 | 경기수 | 경기당 득점율 | 연도      | 소속 클럽 |
| ---- | --------------------- | ----------------- | ---- | ------ | ------------- | --------- | --- |
| 1    | 크리스티아누 호날두   | 포르투갈          | 140  | 162    | 0.78          | 2002-     | 스포르팅 리스본, 맨체스터 유나이티드, 레알 마드리드 CF, 유벤투스,알 나스르                                                 |
| 2    | 리오넬 메시           | 아르헨티나        | 129  | 130    | 0.82          | 2004-     | FC 바르셀로나,인터 마이애미                                                                                                |
| 3    | 라울                  | 스페인            | 71   | 144    | 0.49          | 1995–2011 | 레알 마드리드 CF, 샬케 04, 알사드 SC, 뉴욕 코스모스                                                                        |
| 4    | 뤼트 판 니스텔로이    | 네덜란드          | 62   | 88     | 0.7           | 1998–2009 | PSV 에인트호번, 맨체스터 유나이티드, 레알 마드리드 CF, 함부르크 SV, 말라가 CF                                              |
| 5    | 안드리 셰우첸코       | 우크라이나        | 59   | 100    | 0.59          | 1994–2012 | FC 디나모 키이우, AC 밀란, 첼시 FC                                                                                         |
| 6    | 카림 벤제마           | 프랑스            | 56   | 93     | 0.59          | 2006–     | 올랭피크 리옹, 레알 마드리드 CF,알 이티하드                                                                                |
| 7    | 티에리 앙리           | 프랑스            | 51   | 121    | 0.42          | 1994–     | AS 모나코, 유벤투스, 아스널, 바르셀로나, 뉴욕 레드불스                                                                     |
| 8    | 필리포 인자기         | 이탈리아          | 50   | 81     | 0.62          | 1997–2012 | 유벤투스, AC 밀란 |
| 9    | 알프레도 디 스테파노  | 아르헨티나 스페인 | 49   | 58     | 0.84          | 1943–1966 | 레알 마드리드 CF |
| 10   | 즐라탄 이브라히모비치 | 스웨덴            | 48   | 120    | 0.4           | 2001–     | AFC 아약스, 유벤투스 FC, 인테르나치오날레, FC 바르셀로나, AC 밀란, 파리 생제르맹, 맨체스터 유나이티드, 로스앤젤레스 갤럭시 |
| 11   | 에우제비우            | 포르투갈          | 46   | 65     | 0.71          | 1961–1974 | SL 벤피카 |
| 12   | 디디에 드로그바       | 코트디부아르      | 44   | 91     | 0.48          | 2003–     | 올림피크 드 마르세유, 첼시 FC, 갈라타사라이, 상하이 선화, 몽레알 앵팍트, 피닉스 라이징                                     |
| 13   | 알레산드로 델 피에로  | 이탈리아          | 41   | 89     | 0.47          | 1995–2009 | 유벤투스 |
| 14   | 푸슈카시 페렌츠       | 헝가리 스페인     | 36   | 41     | 0.88          | 1956–1966 | 부다페스트 혼베드, 레알 마드리드 CF                                                                                        |
| 15   | 게르트 뮐러           | 서독              | 35   | 35     | 1             | 1969–1977 | FC 바이에른 뮌헨 |
| 16   | 페르난도 모리엔테스   | 스페인            | 33   | 93     | 0.35          | 1997–2009 | 레알 마드리드 CF, AS 모나코, 리버풀 FC, 발렌시아 CF                                                                        |
| 17   | 사무엘 에투           | 카메룬            | 31   | 78     | 0.4           | 1999–     | 마요르카, FC 바르셀로나, 인테르나치오날레, 첼시 FC, 에버턴, 안탈리아스포르, 코니아스포르                                   |
| 18   | 카카                  | 브라질            | 30   | 86     | 0.35          | 2003–     | AC 밀란, 레알 마드리드 CF, AC 밀란, 올랜도 시티, 상파울로 FC                                                               |
| 19   | 프란시스코 헨토       | 스페인            | 30   | 89     | 0.34          | 1955–1969 | 레알 마드리드 CF |

- 굵게 표시된 선수들은 현재 활동하고 있는 선수들이다.

최다 출전 선수

다음의 선수들이 챔피언스리그 100경기 이상 출전하였다.

- 이케르 카시야스, 차비 에르난데스, 라이언 긱스, 라울, 파올로 말디니, 클라렌서 세이도르프, 폴 스콜스, 호베르투 카를루스, 크리스티아누 호날두, 카를레스 푸욜, 즐라탄 이브라히모비치, 사비 알론소, 안드리 셰우첸코, 티에리 앙리, 안드레아 피를로, 게리 네빌, 데이비드 베컴, 안드레스 이니에스타, 존 테리, 페트르 체흐, 빅토르 발데스, 애슐리 콜, 올리버 칸, 루이스 피구, 로아르 스트란드, 프랑크 램파드, 올렉산드르 쇼우코우스키, 하비에르 사네티, 페르난도 모리엔테스, 파트리스 에브라, 지안루이지 부폰, 리오넬 메시, 알레산드로 네스타, 필리프 람, 세스크 파브레가스, 에드빈 판 데르 사르

- 차비 에르난데스, 안드레아 피를로, 애슐리 콜, 프랭크 램파드는 현재 유럽리그에서 뛰고 있지 않음

이중 12명은 한 클럽에서만 출장하였다.

차비 에르난데스(바르셀로나)

라이언 긱스(맨체스터 유나이티드)

파올로 말디니(AC 밀란)

폴 스콜스(맨체스터 유나이티드)

게리 네빌(맨체스터 유나이티드)

올리버 칸(바이에른 뮌헨)

안드레스 이니에스타(바르셀로나)

리오넬 메시(바르셀로나)

존 테리(첼시)

로아르 스트란드(로센보르그)

올렉산드르 쇼우코우스키(디나모 키이우)

하비에르 사네티(인테르나치오날레)

- 이중 원클럽맨은 라이언 긱스, 파올로 말디니, 폴 스콜스, 안드레스 이니에스타, 리오넬 메시, 존 테리이다

※참고 : 예선전을 포함한 기록이며, 굵게 처리된 선수들은 현재까지 활동하는 선수들이다.

UEFA 챔피언스리그 최다 출전 명단
| 순위 | 국적       | 선수                  | 포지션 | 출전 | 득점 | 경기당 득점률 | 유럽 데뷔연도 | 소속 클럽                                                                         |
| ---- | ---------- | --------------------- | ------ | ---- | ---- | ------------- | ------------- | --------------------------------------------------------------------------------- |
| 1    | 스페인     | 이케르 카시야스       | GK     | 171  | 0    | 0             | 1999          | 레알 마드리드, 포르투                                                             |
| 2    | 포르투갈   | 크리스티아누 호날두   | FW     | 162  | 122  | 0.76          | 2002          | 스포르팅 리스본, 맨체스터 유나이티드, 레알 마드리드, 유벤투스,틀:축구단 알 나스르 |
| 3    | 스페인     | 차비 에르난데스       | MF     | 157  | 12   | 0.08          | 1998          | 바르셀로나                                                                        |
| 4    | 웨일스     | 라이언 긱스           | MF     | 151  | 30   | 0.2           | 1993          | 맨체스터 유나이티드                                                               |
| 5    | 스페인     | 라울                  | FW     | 144  | 71   | 0.49          | 1995          | 레알 마드리드, 샬케 04                                                            |
| 6    | 이탈리아   | 파올로 말디니         | DF     | 139  | 3    | 0.02          | 1985          | AC 밀란                                                                           |
| 7    | 스페인     | 안드레스 이니에스타   | MF     | 132  | 13   | 0.13          | 2002          | 바르셀로나,비셀 고베                                                              |
| 8    | 네덜란드   | 클라렌서 세이도르프   | MF     | 131  | 12   | 0.09          | 1992          | 아약스, 레알 마드리드, 인테르나치오날레, AC 밀란                                  |
| 9    | 잉글랜드   | 폴 스콜스             | MF     | 130  | 25   | 0.19          | 1994          | 맨체스터 유나이티드                                                               |
| 10   | 아르헨티나 | 리오넬 메시           | FW     | 130  | 106  | 0.8           | 2004          | 바르셀로나,틀:축구단 인터 마이애미                                                |
| 11   | 브라질     | 호베르투 카를루스     | DF     | 128  | 17   | 0.13          | 1996          | 레알 마드리드, 인테르나치오날레, 페네르바흐체                                     |
| 12   | 프랑스     | 티에리 앙리           | FW     | 121  | 51   | 0.38          | 1994          | 모나코, 유벤투스, 아스널, 바르셀로나, 뉴욕 레드불스                               |
| 13   | 스페인     | 카를레스 푸욜         | DF     | 120  | 2    | 0.02          | 1999          | 바르셀로나                                                                        |
| 14   | 스웨덴     | 즐라탄 이브라히모비치 | FW     | 119  | 49   | 0.39          | 2001          | 아약스, 유벤투스, 인테르나치오날레, 바르셀로나, AC밀란, 파리 생제르맹             |
| 15   | 스페인     | 사비 알론소           | MF     | 116  | 5    | 0.04          | 2004          | 리버풀, 레알 마드리드, 바이에른 뮌헨                                              |

자료 출처:http://www.uefa.com/uefachampionsleague/history/#/

#### 그 외
- 챔피언스리그 트로피를 가장 많이 들어올린 선수는 프란시스코 헨토로, 그는 레알 마드리드에서 활약하면서 6개의 트로피를 차지하였다.
- 챔피언스리그 트로피를 가장 많이 들어올린 감독은 카를로 안첼로티로 밀란에서 2개와 레알 마드리드에서 2개 총 4개의 트로피를 들어 올렸다(2003, 2007, 2014, 2022). 지네딘 지단은 레알 마드리드에서 감독으로는 사상 처음으로 3년 연속 트로피를 들어올리는 데 성공하였다(2016, 2017, 2018).
- 챔피언스리그 결승전에 가장 많이 진출시킨 감독은 카를로 안첼로티로 총 5번이다.
- 마르첼로 리피는 유벤투스에서 4번의 결승전(1996, 1997, 1998, 2003)을 치렀지만 실제로 우승한 것은 1996년 1번뿐이다.
- 카를로 안첼로티는 AC 밀란에서 3번과 레알 마드리드에서 2번 총 5번의 결승전(2003, 2005, 2007, 2014, 2022)을 치렀지만 실제로 준우승한 것은 2005년 1번 뿐이다.
- 알렉스 퍼거슨은 맨체스터 유나이티드에서 4번의 결승전을 치렀고, 2번의 우승(1999, 2008)과 2번의 준우승(2009, 2011)을 기록 했다. 1999년에는 UEFA 챔피언스리그와 함께 잉글랜드 프리미어리그와 잉글랜드 FA컵을 모두 우승하며 트레블을 달성하기도 했다.
- 다른 세 팀에서 챔피언스리그 트로피를 들어올린 선수

클라렌서 세이도르프 - 아약스 1994-95, 레알 마드리드 1997-98, 밀란 2002-03, 2006-07
- 다음 11명의 선수들이 각기 다른 두 팀에서 챔피언스리그 트로피를 들어올렸다.

마르셀 드사이 - 마르세유 1992-93, 밀란 1993-94
프랑크 레이카르트 - 밀란 1988-89, 1989-90, 아약스 1994-95
파울루 소자 - 유벤투스 1995-96, 도르트문트 1996-97
데쿠 - 포르투 2003-04, 바르셀로나 2005-06
에드윈 판 데르 사르 - 아약스 1994-95, 맨체스터 유나이티드 2007-08
제라르드 피케 - 맨체스터 유나이티드 2007-08, 바르셀로나 2008-09, 2010-11, 2014-15
사무엘 에투 - 바르셀로나 2005-06, 2008-09, 인테르나치오날레 2009-10
파울루 페헤이라 - 포르투 2003-04, 첼시 2011-12
조제 보싱와 - 포르투 2003-04, 첼시 2011-12
사비 알론소 - 리버풀 2004-05, 레알 마드리드 2013-14
크리스티아누 호날두 - 맨체스터 유나이티드 2007-08, 2021-22,레알 마드리드 2013-14, 2015-16, 2016-17, 2017-18
- 다음의 네 선수는 1992-93 시즌 챔피언스리그로 개편된 이후 각기 다른 두번의 챔피언스리그 결승전에서 골을 넣었다.

라울 1999-2000 레알 마드리드 vs 발렌시아 , 2001-02 레알 마드리드 vs 레버쿠젠
사무엘 에투 2005-06 바르셀로나 vs 아스널, 2008-09 바르셀로나 vs 맨체스터 유나이티드
리오넬 메시 2008-09 바르셀로나 vs 맨체스터 유나이티드, 2010-11 바르셀로나 vs 맨체스터 유나이티드
크리스티아누 호날두 2007-08,2021-22 맨체스터 유나이티드 vs 첼시, 2013-14 레알 마드리드 vs 아틀레티코 마드리드
- 다음의 다섯 감독은 각기 다른 두 팀으로 챔피언스리그 트로피를 들어올렸다.

에른스트 하펠 - 페예노르트 1969-1970, 함부르크 1982-83
오트마어 히츠펠트 - 도르트문트 1996-97, 바이에른 뮌헨 2000-01
조제 모리뉴 - 포르투 2003-04, 인테르나치오날레 2009-10
유프 하인케스 - 레알 마드리드 1997-98, 바이에른 뮌헨 2012-13
카를로 안첼로티 - 밀란 2002-03, 2006-07 레알 마드리드 2013-14, 2021-22
- 다음의 일곱 명이 선수와 감독으로 챔피언스리그 트로피를 들어올렸다.

미겔 무뇨스 - 《선수》 레알 마드리드 1955-56, 1956-57, 1957-58 《감독》 레알 마드리드 1959-60, 1965-66
조반니 트라파토니 - 《선수》 밀란 1962-63, 1968-69 《감독》 유벤투스 1984-85
요한 크루이프 - 《선수》 아약스 1970-71, 1971-72, 1972-73 《감독》 바르셀로나 1991-92
카를로 안첼로티 - 《선수》 밀란 1988-89, 1989-90 《감독》 밀란 2002-03, 2006-07 레알 마드리드 2013-14, 2021-22
프랑크 레이카르트 - 《선수》 밀란 1988-89, 1989-90 아약스 1994-95 《감독》 바르셀로나 2005-06
호셉 과르디올라 - 《선수》 바르셀로나 1991-92 《감독》 바르셀로나 2008-09, 2010-2011
지네딘 지단 - 《선수》 레알 마드리드 2001-02 《감독》 레알 마드리드 2015-16, 2016-17, 2017-18
- 유러피언컵을 포함한 UEFA 챔피언스리그의 결승전 중 4경기가 결승에 올라간 두 팀 중 한 팀의 홈 경기장에서 열렸다. 레알 마드리드와 인테르나치오날레는 각각 홈에서 열린 결승전을 승리로 이끌었다. 반면 AS 로마와 바이에른 뮌헨은 홈에서 준우승에 만족해야만 했다.

## 오피셜 스폰서
- Takeaway
- 마스터카드
- 레이즈
- 오포 일렉트로닉스
- 터키항공
- 페덱스
- 플레이스테이션
- 하이네켄

## 같이 보기
- UEFA 유로파리그
- UEFA 컨퍼런스리그
- UEFA 슈퍼컵
- UEFA 여자 챔피언스리그
- 빅이어